# 원기각성
《원기각성》은 중국의 걸 그룹 BEJ48의 첫반째 EP이다. 타이틀 곡의 센터 포지션은 팀B의 후샤오후이가 맡았다.

## 수록 내용
| #  | 제목                                | 작사              | 작곡         | 편곡 | 가창 유닛 | 재생 시간 |
| -- | ----------------------------------- | ----------------- | ------------ | ---- | --------- | --------- |
| 1. | 〈원기각성〉 (元气觉醒)             | Mayu Huang 黃楓宜 | Melodesign   |      |           |           |
| 2. | 〈은하파티〉 (银河派对)             | Mayu Huang 黃楓宜 | 胡臻         | 팀B  |           |           |
| 3. | 〈미니천사〉 (咪你天使)             | Speach            | Urban Cla6ix | 팀E  |           |           |
| 4. | 〈청춘의 협동〉 (青春肩并肩)        | 伍昊予            | 胡臻         | 팀B  |           |           |
| 5. | 〈Hello！Mr.미래〉 (Hello！Mr.未来) | KAYO M            | 胡臻         | 팀E  |           |           |

## 선발 멤버

### 원기각성
(센터: 후샤오후이)
- 팀B: 천메이쥔, 돤이쉬안, 후샤오후이, 뉴충충, 쑨산, 쑹쓰셴, 원옌, 장한샤오
- 팀E: 천첸난, 류성난, 리스옌, 리샹, 리쯔, 마위링, 쑤산산, 쉬쓰양

### 은하파티
(센터: 돤이쉬안)
- 팀B: 천메이쥔, 돤이쉬안, 펑쉐잉, 후보원, 후샤오후이, 류수셴, 린시허, 뉴충충, 칭위원, 쑨산, 쑹쓰셴, 톈수리, 원옌, 쉬자리, 슝쑤쥔, 샤웨, 장한샤오, 장멍후이

### 미니천사
(센터: 천첸난)
- 팀E : 천자오허, 천첸난, 펑쓰자, 린쿤, 류성난, 리스옌, 리샹, 뤄쉐리, 리위안위안, 리쯔, 마위링, 쑤산산, 쉬쓰양, 이옌첸, 장샤오잉, 정이판

### 청춘의 협동
(센터: 천메이쥔, 돤이쉬안)
- 팀B: 천메이쥔, 돤이쉬안, 펑쉐잉, 후보원, 후샤오후이, 류수셴, 린시허, 뉴충충, 칭위원, 쑨산, 쑹쓰셴, 톈수리, 원옌, 쉬자리, 슝쑤쥔, 샤웨, 장한샤오, 장멍후이

### Hello！Mr.미래
(센터: 리샹)
- 팀E : 천자오허, 천첸난, 펑쓰자, 린쿤, 류성난, 리스옌, 리샹, 뤄쉐리, 리위안위안, 리쯔, 마위링, 쑤산산, 쉬쓰양, 이옌첸, 장샤오잉, 정이판